# 日本フンボルト協会
日本フンボルト協会（独：Humboldtgesellschaft Japan）は、アレクサンダー・フォン・フンボルト財団研究奨学生としてドイツで研究留学を経験した者を中心として構成される学術団体である。2013年6月29日、それまで設立されていた「西日本フンボルト会」と「東日本フンボルト協会」を統合して、成立した。